# Ed Kemper
Edmund Emil Kemper III, född 18 december 1948 i Burbank, Kalifornien, även känd som "The Co-ed Killer", är en amerikansk seriemördare som var aktiv i Kalifornien under tidigt 1970-tal. Hans kriminella aktivitet började när han vid 15 års ålder sköt ihjäl sina farföräldrar då han bodde på deras ranch i North Fork, vilket han blev inspärrad för. Kemper mördade och lemlästade senare sex kvinnliga liftare i Santa Cruz. Därefter mördade han sin mor och en av hennes vänner innan han överlämnade sig till polisen. Öknamnet "The Co-ed Killer" syftar på att Kemper överföll kvinnliga universitetsstuderande, på engelska kallade "co-eds". 

## Biografi
Kemper föddes i Burbank i Kalifornien som son till Clarnell Stage och Edmund Emil Kemper Jr. Han var mycket intelligent, med ett IQ på 145, men uppvisade ett psykopatiskt beteende redan i tidig ålder. Detta tog sig främst uttryck i att han torterade och dödade djur.  
Kempers mor läxade ofta upp och förödmjukade sin son, och ibland brukade hon låsa in honom i källaren då hon fruktade att han skulle antasta sina systrar. 
Den 17 augusti 1964 sköt Kemper ihjäl sin farmor när hon satt vid köksbordet och skrev färdigt de sista raderna i sin senaste barnbok. Strax efter sköt han även sin farfar. Därefter ringde han sin mor som enträget bad honom att ringa polisen. Under förhör berättade Kemper att han "bara ville veta hur det kändes att skjuta farmor", och att han dödade sin farfar enbart på grund av att han skulle bli arg om han fick reda på vad Edmund hade gjort.
Kemper skickades till Atascadero State Hospital. Väl där stiftade han vänskap med sin psykolog, och blev till och med hennes assistent. Han var tillräckligt intelligent för att kunna vinna läkarnas förtroende till den grad att han fick tillgång till andra interners testresultat. Med all den kunskap han erhöll som lärling lyckades han slutligen övertala sin läkare att skriva ut honom från sjukhuset. Trots läkarnas motvilja släpptes Kemper i sin mors omvårdnad i Santa Cruz i Kalifornien. Kemper lyckades senare bevisa för sina psykologer att han var frisk – och förseglade sitt ungdomliga straffregister för gott.

## Mord
Kemper försörjde sig på ett flertal småjobb innan han anställdes av State of California's Department of Public Works/Division of Highways in District 4 (nu känt som Department of Transportation eller Caltrans). Han hade då vuxit till en längd av 206 cm och vägde över 136 kg.
Kempers mord på kvinnliga studenter ägde rum från maj 1972 till februari 1973. Han plockade upp de unga kvinnorna och förde dem till ett avlägset område där han sedan dödade dem. Han knivhögg, sköt och kvävde offren innan han transporterade kropparna till sin lägenhet, där han först hade sex med deras lik och sedan dissekerade dem. Därefter dumpade han kropparna i raviner eller begravde dem. Vid ett tillfälle grävde han ner en 15-årig flickas huvud i sin mors trädgård, och kommenterade senare till henne att "folk ser verkligen upp till dig här".
Sex kvinnliga studenter föll offer för Kemper, inklusive två studenter från University of California Santa Cruz där hans mor arbetade, och en från Cabrillo College. Han gav sig ofta ut på jakt efter sina offer efter att han hade grälat med sin mor.
I april 1973 slog Kemper ihjäl sin mor med en hammare medan hon låg och sov. Därefter hade han sex med sin mors avhuggna huvud innan han kastade pil på det. Han skar också ut hennes stämband och kastade dem i sopkvarnen, men maskinen kunde inte tugga sönder den sega vävnaden och spottade därför tillbaka den upp i handfatet. Därefter bjöd han hem sin mors bästa väninna för att även mörda henne. Efter att han strypt henne körde Kemper österut men hörde ingenting om sina brott på radion då sändningen stördes. Han stannade bilen, ringde polisen och erkände sig skyldig som "The Co-ed Killer". Sedan berättade han för dem vad han hade gjort och väntade på att de skulle komma och hämta honom. Under rättegången förklarade han sig icke skyldig på grund av sinnessjukdom, men dömdes för åtta mord. Han bad om dödsstraff men dömdes istället till livstids fängelse då delstaten hade förbjudit dödsstraff.
Edmund Kemper är för närvarande internerad i California Medical Facility i Vacaville i Kalifornien.

## Offer
| Namn                            | Fotografi | Född | Dödsdatum         |
| ------------------------------- | --------- | ---- | ----------------- |
| Maude Kemper (farmor)           |           | 1897 | 27 augusti 1964   |
| Ed Emil Kemper (farfar)         |           | 1892 | 27 augusti 1964   |
| Mary Ann Pesce (student)        |           | 1953 | 5 maj 1972        |
| Anita Luchessa (student)        |           | 1953 | 5 maj 1972        |
| Aiko Koo (högstadiestuderande)  |           | 1957 | 14 september 1972 |
| Cindy Schall (student)          |           | 1954 | 8 januari 1973    |
| Rosalind Thorpe (student)       |           | 1949 | 5 februari 1973   |
| Alice Liu (student)             |           | 1952 | 5 februari 1973   |
| Clarnell Strandberg (mor)       |           | 1921 | 21 april 1973     |
| Sally Hallett (moderns väninna) |           | 1913 | 21 april 1973     |